# Sainte-Marie-du-Bois (Manche)
Sainte-Marie-du-Bois is een plaats en voormalige gemeente in het Franse departement Manche in de regio Normandië en telt 52 inwoners (2013). De plaats maakt deel uit van het arrondissement Avranches.

## Geschiedenis
Sainte-Marie-du-Bois maakte onderdeel uit van het kanton Le Teilleul tot dat op 22 maart 2015 werd opgeheven. De gemeente werd hierop overgeheveld naar het op die dag gevormde kanton Le Mortainais. Op 1 januari 2016 werd Sainte-Marie-du-Bois, net als Ferrières, Heussé en Husson opgenomen in de gemeente Le Teilleul, die hiermee de status van commune nouvelle kreeg.

## Geografie
De oppervlakte van Sainte-Marie-du-Bois bedraagt 4,77 km².
De onderstaande kaart toont de ligging van Sainte-Marie-du-Bois (Manche) met de belangrijkste infrastructuur en aangrenzende gemeenten.

## Demografie
Onderstaande figuur toont het verloop van het inwonertal (bron: INSEE-tellingen).

Ferrières · Heussé · Husson · Sainte-Marie-du-Bois · Le Teilleul